# Kimiti
Le Kimiti est un des cinq départements composant la région du Sila au Tchad. Son chef-lieu est Goz Beïda.

## Subdivisions
Le département du Kimiti est divisé en sept sous-préfectures :
- Goz Beïda
- Koukou-Angarana
- Tissi
- Mogororo
- Kerfi
- Moudeïna (ou Madiouna)

## Administration
Préfets du Kimiti (depuis 2008)
- 9 octobre 2008 : Rozzi Haliki[1]